# Morgan Stilma
Morgan Stilma (Fuengirola, 19 de junio de 2000) es un baloncestista hispano-neerlandés. Su puesto natural en la cancha es la de ala-pívot. Actualmente es jugador del Zornotza Saskibaloi Taldea de LEB Plata.

## Trayectoria
Es un jugador nacido en Fuengirola, pero de padre holandés y madre italiana, se formó en las categorías inferiores del CB Fuengirola, donde estuvo  antes de enrolarse en la cantera de Unicaja de Málaga. Desde 2016 a 2018 jugaría con el filial malagueño en Liga EBA y en categoría júnior, donde jugó como ala-pívot o pívot haciendo unos números sobresalientes.
En 2018, en el torneo de la Euroliga en Hospitalet, firmó unos impresionantes 42 puntos con 6/7 en triples, provocó que varios conjuntos estadounidenses lo pusiesen en su punto de mira. Además, ese mismo año, disputa el Europeo con la selección baloncesto de Holanda sub-18 División B, en Skopje (Macedonia) con la que conseguiría la medalla de Oro.
En junio de 2018, se hace oficial que Morgan Stilma completaría la plantilla del Unicaja como jugador número 13 para la temporada 2018-19. El ala-pívot acabó su etapa júnior y firmó ya un contrato con el club malagueño para tres temporadas.
El 29 de diciembre de 2018, a falta de sólo 54 segundos, sustituyó a Dani Díez, produciéndose su debut en Liga ACB con el Unicaja Málaga, en una victoria frente al Delteco GBC por 80 a 94.
En enero de 2020 es cedido al Club Baloncesto Villarrobledo de Liga LEB Plata hasta el final de la temporada.
En junio de 2020, recién finalizada la temporada 19-20, se desvincula de Unicaja y firma por el Heroes Den Bosch holandés, país con el que es internacional.
El 29 de mayo de 2022, se proclama campeón de la Liga BNXT (Países Bajos y Bélgica) con el equipo del Heroes Den Bosch, al vencer en el quinto encuentro de la final al ZZ Leiden por 74-81.
El 18 de julio de 2022, firma por el Club Baloncesto Zamora de la Liga LEB Plata.
El 1 de agosto de 2023, firma por el Zornotza Saskibaloi Taldea de LEB Plata.

## Clubes
- Categorías inferiores. CB Fuengirola 92.
- Categorías inferiores. CB Fuengirola
- Categorías inferiores. Unicaja Málaga.
- Unicaja Málaga (2018-2020)
- Club Baloncesto Villarrobledo (2020)
- Heroes Den Bosch (2020-2022)
- Club Baloncesto Zamora (2022-2023)
- Zornotza Saskibaloi Taldea (2023- )

## Internacionalidad
- 2018. Holanda. Europeo Sub-18 División B, en Skopje (Macedonia). Oro

## Palmarés y títulos
- 2016-17. Unicaja. Adidas Next Generation Tournament - Coín. Subcampeón
- 2018. Holanda. Europeo Sub-18 División B, en Skopje (Macedonia). Oro